# Grantchester Meadows
«Grantchester Meadows» és la segona cançó del disc d'estudi de l'àlbum de Pink Floyd Ummagumma. Va ser escrit i interpretat íntegrament per Roger Waters. La cançó inclou la seva lletra acompanyada d'una guitarra acústica tocada pel mateix Waters, mentre que un bucle de cinta d'una alosa sona de fons durant tota la cançó. A, aproximadament el minut 4:13, s'introdueix el so d'un cigne de Bewick tocant, seguit del so d'enlairar-se. A mesura que la pista instrumental s'esvaeix, un brunzit d'abella incessant que s'ha escoltat al llarg de la cançó és perseguida per una persona no identificada (representada pel so de passos) i finalment se sent el so d'un matamosques, tallant bruscament la peces i passant la següent cançó.
Aquesta cançó va ser una de les diverses que es van considerar, tot i que finalment es va excloure, per l'àlbum recopilatori de la banda, Echoes: The Best of Pink Floyd. Es va publicar una versió en directe de la cançó com a primer senzill per promocionar The Early Years 1965-1972 el 2016.

## Lletra
La lletra descriu una escena pastoral i onírica a Grantchester Meadows a Cambridgeshire, prop d'on el company de la banda David Gilmour vivia en aquell moment. Aquest tipus de balada pastoral era típic de l'enfocament compositiu de Roger Waters a la finals dels seixanta i principis dels setanta. Va ser un estil que havia de continuar en el seu primer àlbum fora de Pink Floyd: Music from The Body (en col·laboració amb Ron Geesin) i «If» d'Atom Heart Mother. És una de les diverses cançons de Pink Floyd que lloen el camp de la Gran Bretanya.

## So
La cançó destaca pel seu ús d'efectes de so estèreo i Panning (o panorització) per crear una il·lusió d'espai i profunditat.

## En directe
«Grantchester Meadows» es va incorporar a la suite de concerts The Man and The Journey de Pink Floyd com a "Daybreak". Va ser tocada en directe durant la gira de 1970 als Estats Units, sovint obrint l'espectacle. Les interpretacions en directe de la cançó incloïen Gilmour amb una segona guitarra acústica i a la veu durant el cor, així com Richard Wright tocant dos solos de piano: un després del cor del segon vers i un altre durant la coda (aquests solos es van tocar més tard a l'orgue Farfisa).

## Crèdits
- Roger Waters – guitarres acústiques, veus, efectes de cinta

Addicional
- David Gilmour - segona guitarra acústica, cors
- Richard Wright – orgue Farfisa

és una cançó en quatre parts del grup de rock progressiu britànic Pink Floyd que va aparèixer en l'àlbum Ummagumma de 1969. Aquesta contribució en solitari de Rick Wright és una simfonia curta de rock progressiu en la qual el teclista explora i exposa facetes ben diferents del seu art. La història mitològica de Sísif és qui li dona el tema. Era la primera cançó de la cara A del disc on es va publicar.